# Ian Maddieson
Ian Maddieson (ur. 1 września 1942 w Watford, zm. 2 lutego 2025) – amerykański językoznawca, specjalista w zakresie fonetyki. Zajmował się przede wszystkim uniwersaliami fonetycznymi i fonologicznymi oraz zróżnicowaniem fonetycznym języków.
Dyplom z zakresu językoznawstwa uzyskał w 1964 r. na Exeter College, Oxford University. W 1968 r. został zatrudniony jako wykładowca na Uniwersytecie w Ibadanie (Nigeria). W roku akademickim 1972/73 nauczał na Uniwersytecie Indiany. Doktoryzował się na Uniwersytecie Stanforda.

## Wybrana twórczość
- Patterns of Sounds (1984)
- Sounds of the World’s Languages (współautorstwo, 1996)
- Correlating phonological complexity: Data and validation (2006)